# Aleksandr Gladkov
Aleksandr Vasilyevich Gladkov (em russo:  Александр Васильевич Гладков, transl. Aleksandr Vasilʹevič Gladkov; 22 de junho de 1902 - 3 de abril de 1969) foi um major-general do Exército Soviético e um Herói da União Soviética.
Veterano da Primeira Guerra Mundial e da Guerra Civil Russa, Gladkov chegou a comandante regimental na cavalaria do Exército Vermelho no Entre-Guerras, mas foi preso durante o Grande Expurgo. Ele foi libertado e retornou ao comando regimental antes que a guerra eclodisse. Gladkov ascendeu ao comando divisional, liderando a 112ª Divisão de Fuzileiros Motorizados, destruída durante a Operação Tufão. Após uma série de postos de treinamento e serviço como subcomandante de divisão, ele assumiu o comando da 112ª Divisão de Fuzileiros em agosto de 1943, liderando-a até perder a perna em um bombardeio alemão durante a ofensiva do Vístula-Oder em janeiro de 1945. Gravemente ferido três vezes durante a guerra, Gladkov foi condecorado diversas vezes por sua liderança na divisão e recebeu o título de Herói da União Soviética por seu desempenho durante a ofensiva do Vístula-Oder. Após receber alta do hospital no pós-guerra, Gladkov continuou a servir no exército até o início da década de 1950.

## Vida pregressa, Primeira Guerra Mundial e Guerra Civil Russa
Russo, Aleksandr Vasilyevich Gladkov nasceu em Simferopol, na Crimeia, em 22 de junho de 1902, filho de um trabalhador braçal. Ele trabalhou como impressor em uma gráfica em Omsk. Durante a Primeira Guerra Mundial, Gladkov se juntou ao Exército Imperial Russo em agosto de 1916 e lutou perto de Riga, servindo no destacamento de reconhecimento do 435º Regimento de Infantaria de Yamburg da 109ª Divisão de Infantaria. Após a Revolução de Outubro, Gladkov foi desmobilizado em novembro de 1917 e partiu para o Turquestão. Quando a Guerra Civil Russa começou, Gladkov se juntou ao Exército Vermelho em 15 de março de 1918 na fortaleza de Namangan e foi alistado na 1ª Companhia de Fortaleza de Namangan. Como um soldado comum em um destacamento enviado da fortaleza, ele participou da luta contra os cossacos brancos de Oremburgo durante o verão de 1918 na região da estação ferroviária de Chashkan, no Oblast de Oremburgo e perto de Akhtúbinsk, antes de retornar à fortaleza.
Em maio de 1919, ele foi matriculado como cadete nos Cursos para Pessoal de Comando do Oblast de Fergana. Com um destacamento retirado da guarnição da fortaleza de Namangan e dos campos de Fergana, Gladkov participou da luta contra os Basmachi no Oblast de Fergana. Após se formar na seção de instrutores dos cursos, em setembro, ele serviu no 1º Destacamento Expedicionário de Semirechye e no 1º Regimento de Cavalaria de Semirechye como instrutor e chefe assistente do destacamento de metralhadoras do regimento. A partir de janeiro de 1920, ele serviu como chefe assistente do destacamento de metralhadoras do 2º Regimento de Cavalaria de Semirechye. Com essas unidades, ele participou da eliminação da resistência ao domínio soviético em Semirechye. Gladkov foi admitido no 15º Curso de Comando de Cavalaria de Alma-Ata para treinamento adicional em maio de 1920. Durante os cursos, Gladkov participou da luta contra os Basmachi de Ibrahim Bek no Oblast de Fergana, perto de Samarcanda e Bukhara.

## Período Entre-Guerras
Concluindo os cursos em outubro de 1922, Gladkov foi enviado para o 1º Exército de Cavalaria, onde foi designado para o 27º Regimento de Cavalaria Bykadorov da 2ª Divisão de Cavalaria de Stavropol como comandante de pelotão. Gladkov foi transferido para a escola divisional para pessoal de comando júnior em fevereiro de 1923, onde serviu como comandante de pelotão e comandante assistente de esquadrão. Em maio de 1924, ele foi transferido para comandar um esquadrão do 26º Regimento de Cavalaria de Belozersk da divisão, então renumerada como 5ª Divisão de Cavalaria de Stavropol. Com um destacamento retirado do regimento, Gladkov participou da repressão à resistência do Cáucaso do Norte na região de Terek durante junho e julho. Gladkov foi transferido para o 75º Regimento de Cavalaria da 5ª Brigada de Cavalaria Separada de Kuban em maio de 1925, servindo como comandante de esquadrão, chefe assistente e chefe da escola regimental, e comandante regimental assistente interino para pessoal. Concluiu os Cursos de Aperfeiçoamento de Pessoal do Comando de Cavalaria entre outubro de 1926 e agosto de 1927, após os quais regressou ao regimento e foi nomeado chefe e instrutor político da escola regimental.
A partir de agosto de 1928, Gladkov serviu como chefe adjunto do Estado-Maior e chefe interino do Estado-Maior do 75º Regimento, que foi transferido para o Grupo de Forças Transbaikal do Exército Especial Bandeira Vermelha do Extremo Oriente durante este período. De julho de 1929 a janeiro de 1930, ele foi chefe interino do Estado-Maior do regimento durante o conflito de fronteira da Ferrovia Oriental da China. Em abril de 1931, ele foi nomeado chefe do Estado-Maior do 87º Regimento de Cavalaria Transbaikal da 9ª Brigada de Cavalaria Separada, e assumiu o comando do regimento em fevereiro de 1934. Na época major, Gladkov foi transferido para servir como comandante e comissário do 54º Regimento Motorizado Cossaco da 12ª Divisão de Cavalaria em março de 1937. Ele foi preso e encarcerado pela NKVD entre 12 de outubro de 1937 e 27 de maio de 1939, durante o Grande Expurgo, e depois colocado à disposição da Diretoria de Pessoal de Comando do Exército Vermelho. Em julho de 1939, foi nomeado instrutor de tática nos Cursos de Aperfeiçoamento de Pessoal do Comando de Cavalaria no Distrito Militar do Cáucaso do Norte e, em 29 de julho de 1940, comandante do 18º Regimento de Fuzileiros Motorizados da 18ª Divisão de Tanques do 7º Corpo Mecanizado no Distrito Militar de Moscou.

## Segunda Guerra Mundial
Depois que a Alemanha invadiu a União Soviética, a 18ª Divisão de Tanques e seu corpo de origem foram designados para o 20º Exército da reserva do Stavka. Desde o início de julho, o corpo operou na Frente Ocidental, participando de combates defensivos nas linhas do Dvina Ocidental e do Dnieper, cobrindo os eixos Borisov, Smolensk e Yartsevo. De 6 a 8 de julho, o regimento de Gladkov e sua divisão principal participaram do contra-ataque da frente da área ao norte de Orsha em direção a Senno contra o flanco do 3º Grupo Panzer alemão, depois recuaram em direção a Smolensk. Gladkov foi ferido em 12 de julho na região de Lyubavichi e evacuado para a retaguarda. Em setembro, ele foi nomeado comandante da 112ª Divisão de Fuzileiros, que, como parte do 16º Exército da Frente Ocidental, participou de combates defensivos na região de Yartsevo. A divisão foi cercada no bolsão de Vyazma pelo ataque alemão na Operação Tufão no início de outubro. Gladkov foi ferido durante os combates daquele mês. Enquanto estava cercado, o Coronel Gladkov assumiu o comando da 129ª Divisão de Fuzileiros. Em 23 de novembro, a divisão conseguiu escapar do cerco, mas foi dissolvida devido às pesadas perdas. Gladkov foi nomeado comandante da 100ª Divisão de Cavalaria, formada em Samarcanda, no Distrito Militar da Ásia Central. A formação da divisão foi cancelada em 12 de março de 1942 e Gladkov foi nomeado instrutor de tática nos Cursos de Aperfeiçoamento de Pessoal do Comando de Cavalaria em Moscou em abril. A partir de maio atuou como supervisor de um grupo de treinamento dos cursos.
Em agosto, ele foi transferido para servir como vice-comandante da 63ª Divisão de Cavalaria da Frente Transcaucásia. A divisão defendeu as passagens da Cordilheira Principal do Cáucaso como parte do 46º Exército até 20 de setembro, depois foi retirada para a região de Zugdidi para reconstrução. Entre 18 e 22 de outubro, a divisão foi transferida para Chervlennaya, onde foi designada para o 44º Exército frontal do Grupo de Forças do Norte. Em 28 de outubro, Gladkov ficou gravemente contundido. Após ser tratado num hospital até abril de 1943, foi colocado à disposição do comandante da cavalaria do Exército Vermelho.

Gladkov foi nomeado comandante da 112ª Divisão de Fuzileiros, uma unidade não relacionada ao seu antigo comando, em agosto de 1943. Ele liderou a divisão na ofensiva de Chernigov-Pripyat, na Batalha do Dnieper e na Batalha de Kiev como parte do 60º Exército. Durante a ofensiva, a divisão capturou Rylsk em 31 de agosto e recebeu o nome da cidade como título honorífico. Para a captura de Rylsk, o comandante do 24º Corpo de Fuzileiros, Nikolay Kiryukhin, recomendou Gladkov para a Ordem de Suvorov, 2ª classe, que foi elevada a uma segunda Ordem da Bandeira Vermelha, concedida em 20 de setembro. A recomendação dizia:
O camarada Gladkov, comandante da 112ª Divisão de Fuzileiros, de 24 de agosto de 1943 até o momento do avanço da zona fortificada inimiga, demonstrou um comando hábil das unidades da divisão, que avançaram com sucesso. Durante a ofensiva, a divisão avançou até 120 quilômetros, durante os quais tomou vários assentamentos, incluindo Strekalovka, Popovka, Sinekino, a cidade de Rylsk e a cidade de Putivl. As unidades da divisão avançaram rapidamente, flanqueando habilmente a cidade pelo noroeste e oeste, auxiliando na captura da cidade de Rylsk, por isso a divisão foi designada Rylsk por ordem do Comissário de Defesa do Povo e o comandante da divisão, Camarada Gladkov, foi elogiado.

 Durante a ofensiva, unidades da divisão fizeram prisioneiros mais de 200 soldados e oficiais, levaram troféus - mais de 600 fuzis, 96 metralhadoras, 46 armas, 54 cavalos e outros materiais. Eles eliminaram até 3.000 soldados e oficiais, mais de 1.000 fuzis, 120 metralhadoras, 11 canhões, um tanque, um veículo blindado, 22 veículos motorizados e outros equipamentos. Unidades da divisão continuam pressionando o inimigo e avançando, eliminando o pessoal e o equipamento do inimigo. Pela organização hábil do avanço da zona fortificada inimiga, pelo avanço bem-sucedido e pela organização hábil da cooperação de armas combinadas, ele merece um prêmio estatal: a Ordem de Suvorov, 2ª classe.
Por ajudar na tomada de Korosten, a divisão recebeu o nome da cidade como segunda honraria em 18 de novembro. Por seu desempenho na Batalha do Dnieper, Kiryukhin recomendou Gladkov para a Ordem de Lenin em 13 de outubro, mas esta foi rebaixada para a Ordem de Suvorov de 2ª classe, a qual Gladkov recebeu em 17 de outubro. A recomendação dizia:
As unidades do camarada Gladkov, desde o dia em que romperam a zona pesadamente fortificada do inimigo e o perseguiram mais para o oeste e sudoeste, tomaram centenas de assentamentos e as cidades de Rylsk e Putivl.

 Graças ao comando hábil, à manobrabilidade e eficiência das unidades do camarada Gladkov, até 1.800 quilômetros de território foram liberados, destruindo no caminho o pessoal e o equipamento do inimigo, pelo que foi condecorado com a Ordem da Bandeira Vermelha.
Nas proximidades do rio Dniepre, as unidades de Gladkov enfrentaram o inimigo e, graças ao seu comando hábil, cooperação de armas combinadas e rápida manobrabilidade, o inimigo foi jogado de volta para a margem ocidental do Dniepre, lutando e não se mantendo ali, sendo forçado a recuar para a região de Yasnogorodka. As unidades do camarada Gladkov, em difíceis condições de batalha, forçaram a travessia do rio Dnieper durante meio dia e rapidamente se estabeleceram na margem ocidental do Dnieper, na área de Yasnogorodka.
O inimigo, desejando retornar às suas posições anteriores, lançou forças superiores no contra-ataque contra as unidades do Camarada Gladkov, apoiadas por grandes forças de aviação, artilharia e fogo de metralhadoras e submetralhadoras. Mas, apesar disso, as unidades do camarada Gladkov, graças à firmeza, ao bom treinamento e à liderança habilidosa, flanquearam e dividiram as forças inimigas. Todos os contra-ataques foram repelidos com pesadas perdas de pessoal e equipamento. Durante as batalhas, as unidades do camarada Gladkov destruíram: um canhão autopropulsado, 41 metralhadoras, quinze canhões, mataram 557 cavalos, 3.837 soldados e oficiais. Capturados: doze metralhadoras, um tanque, dois morteiros, um canhão. Feitos prisioneiros: 25 soldados e oficiais do inimigo.

 Por sua liderança habilidosa, capacidade de manobra, excelente organização da travessia do Dnieper, imposição de grandes perdas em pessoal e equipamento ao inimigo, emprego habilidoso de equipamento... ele é merecedor do prêmio estatal da Ordem de Lenin.
A partir de janeiro de 1944, a divisão, como parte do 13º Exército, participou da ofensiva Zhitomir-Berdichev, da ofensiva Proskurov-Chernovitsy, da ofensiva Rovno-Lutsk, da luta para eliminar o agrupamento alemão Lvov-Brody, da ofensiva Lvov-Sandomierz e de prolongadas batalhas defensivas na cabeça de ponte de Sandomierz. Pelo cumprimento exemplar das tarefas de comando, a divisão recebeu a Ordem de Suvorov, 2ª classe, em 7 de fevereiro de 1944 e a Ordem do Estandarte Vermelho em 9 de agosto. Gladkov foi recomendado para a Ordem da Bandeira Vermelha pelo comandante do 27º Corpo de Fuzileiros, Filipp Cherokmanov, em 24 de julho, que foi concedida naquele dia. A recomendação dizia:
A 112ª Divisão de Fuzileiros, sob o comando do Major-General Gladkov, rompeu a defesa pesadamente fortificada e altamente escalonada do inimigo em 13 de julho e fez prisioneiros cerca de 1.500 e exterminou cerca de 7.000 soldados e oficiais do inimigo, libertando 200 assentamentos, incluindo a cidade de Zhulkev. Na região de Kamenka Strumilova, a 112ª Divisão de Fuzileiros, graças ao comando hábil do Major-General Gladkov, cercou e exterminou um grande grupo de inimigos.

 Por seu hábil comando da divisão, pelo avanço da zona fortificada do inimigo e por infligir perdas significativas em pessoal e equipamento ao inimigo, o Major-General Gladkov merece a condecoração da Ordem da Bandeira Vermelha.
A divisão atacou a partir da cabeça de ponte de Sandomierz em 12 de janeiro de 1945, no início da ofensiva Sandomierz-Silésia da maior ofensiva estratégica Vístula-Oder, rompendo as defesas alemãs a oeste de Kurozvenki e perseguindo as tropas alemãs em retirada. Suas unidades forçaram travessias do Nida Negro, Biebrza, Pilitsa e Varta. Em 26 de janeiro, o destacamento avançado da divisão cruzou o Oder, tomou uma cabeça de ponte e a manteve até que as forças principais chegassem. Enquanto se dirigiam para a travessia do Oder, Gladkov e seu chefe do departamento de operações ficaram gravemente feridos quando o veículo de comando da divisão foi atingido durante um bombardeio alemão em 27 de janeiro. Gladkov perdeu a perna e foi evacuado para o hospital do exército. Este foi seu terceiro ferimento grave na guerra. Ele foi recomendado para a Ordem de Bogdan Khmelnitsky, 2ª classe, por Cherokmanov em 22 de janeiro. Este título foi elevado ao título de Herói da União Soviética e à Ordem de Lenin, os quais Gladkov recebeu em 6 de abril de 1945.  A recomendação dizia: 
O Major-General Gladkov, durante o avanço das defesas inimigas pesadamente fortificadas e altamente escalonadas, a oeste de Sandomir, desenvolveu corretamente um plano para romper as defesas, liderando habilmente as unidades da divisão até o momento do avanço e subsequente perseguição do inimigo. Sob o comando do Major-General Gladkov, unidades da divisão lutaram por até 250 quilômetros, forçando travessias dos obstáculos de água dos rios Bobzha, Charna-Nida, Varta e Pilitsa. Eles tomaram 238 assentamentos e cidades. Eles capturaram 191 e exterminaram 1.280 soldados e oficiais do inimigo, destruíram 33 tanques, capturaram seis, 51 canhões, 183 metralhadoras, 47 veículos e 21 veículos blindados. Junto com unidades do corpo, a 112ª Divisão de Fuzileiros sob o comando do General Gladkov destruiu as 16ª e 17ª Divisões Panzer do inimigo.

 Pelo comando hábil e corajoso da divisão, o Major-General Gladkov merece o prêmio da Ordem de Bogdan Khmelnitsky, 2ª classe.

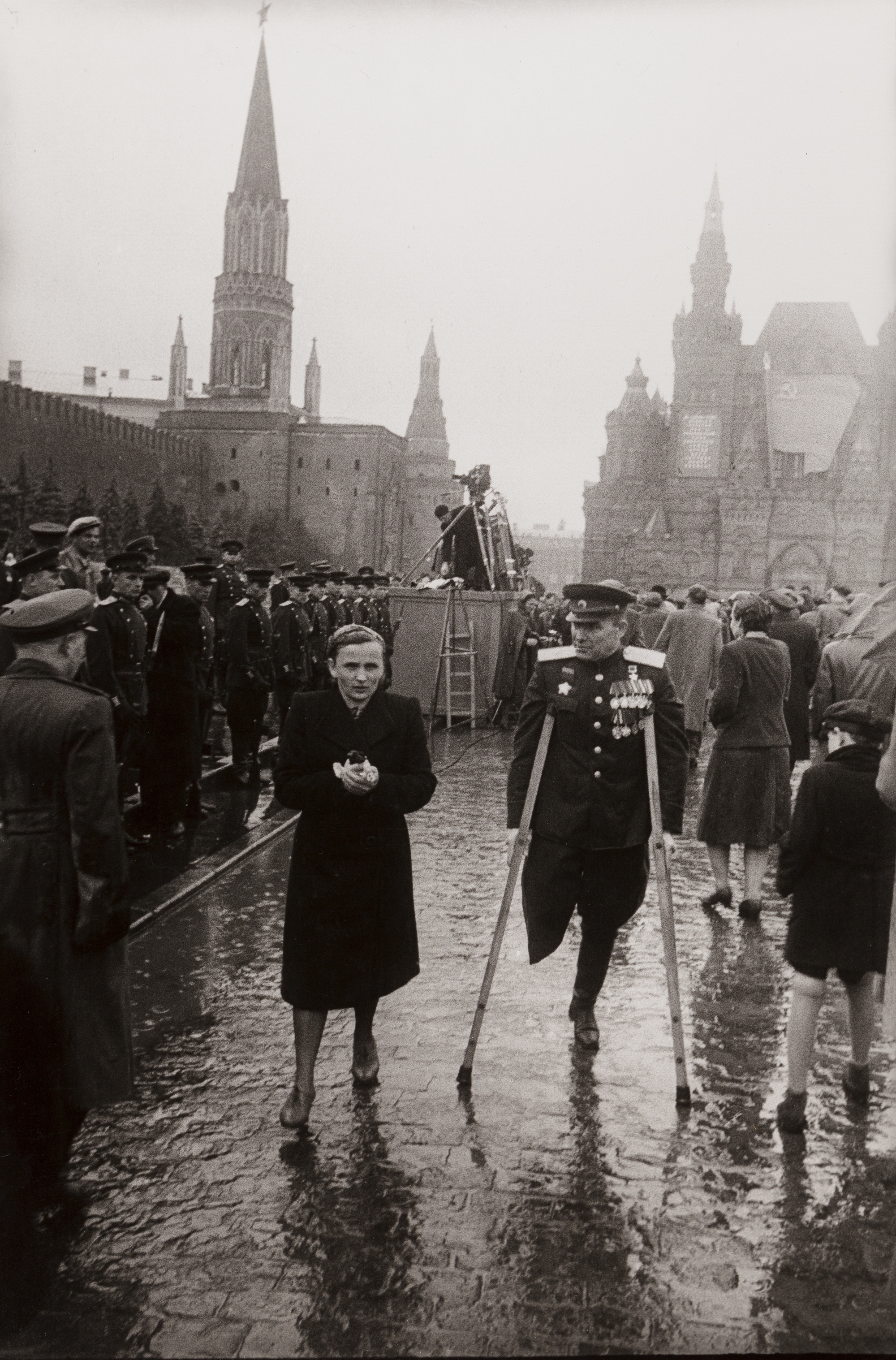
Gladkov e sua esposa na Parada da Vitória em Moscou.

Gladkov e sua esposa Vera Potapovna compareceram ao Desfile da Vitória de Moscou em 1945, em 24 de junho, onde o fotógrafo Yevgeny Khaldei tirou uma fotografia deles intitulada "A alegria e a dor da vitória " . 

## Pós-guerra
Após o fim da guerra, Gladkov recebeu alta do hospital em janeiro de 1946 e foi colocado à disposição da Diretoria Principal de Quadros. Ele foi nomeado chefe do Depósito de Automóveis das Forças Terrestres em agosto daquele ano. O depósito forneceu veículos para a alta liderança do Comissariado do Povo para as Forças Armadas. Gladkov foi transferido para a reserva em 30 de dezembro de 1952. Ele viveu e trabalhou em Moscou, onde morreu em 3 de abril de 1969.  

## Condecorações
Gladkov recebeu as seguintes condecorações: 
- Herói da União Soviética
- Ordem de Lenin (2)
- Ordem do Estandarte Vermelho (6)
- Ordem de Suvorov, 2ª classe

### Citações
1. 1 2  Babakov 1987, p. 324.
2. 1 2 3 4 5 6 7 8 9 10  Tsapayev & Goremykin 2014, pp. 595–597.
3. 1 2  «Гладков Александр Васильевич Орден Ленина». Pamyat Naroda (em russo)
4. ↑  «Гладков Александр Васильевич: Орден Красного Знамени». Pamyat Naroda (em russo). 20 September 1943 Verifique data em: |data= (ajuda)
5. ↑  «Гладков Александр Васильевич: Орден Красного Знамени». Pamyat Naroda (em russo). 24 July 1944 Verifique data em: |data= (ajuda)
6. ↑  «Журнал боевых действий 112 сд». Pamyat Naroda (em russo). p. 17
7. ↑  «Гладков Александр Васильевич: Герой Советского Союза (Орден Ленина и медаль "Золотая звезда")». Pamyat Naroda (em russo)
8. ↑  «"Радость и боль Победы"». russiainphoto.ru (em russo). Consultado em 25 de julho de 2023